# 阿西镇
阿西镇，原为阿西乡，是中华人民共和国四川省阿坝藏族羌族自治州若尔盖县下辖的一个乡镇级行政单位。2019年12月，撤销阿西乡、阿西茸乡，设立阿西镇，以原阿西乡和原阿西茸乡所属行政区域为阿西镇的行政区域。

## 行政区划
阿西镇下辖以下地区：
牙相村、夺坝村、卓坤村、罗叉村、上热尔村、下热尔村和阿西村。